# Rua dos Combatentes da Grande Guerra
Die Rua dos Combatentes da Grande Guerra ist eine Straße in der portugiesischen Küstenstadt Figueira da Foz.
Sie verläuft als eher kleine Straße geradeaus von der Praça 8 de Maio hinauf bis zum Convento de Santo António. 
Die Straße wurde 1785 als Rua Nova da Praia eröffnet, im Zuge der Neugestaltung und der Anlage der Neubauviertel der expandierenden Stadt durch Ingenieur Silva. Sie trug seither folgende weitere Namen:
- Rua da Praça Nova
- Rua Nova de Santo António
- Rua Nova que vai da Praia para Santo António
- Rua Nova que vai para a Praia da Reboleira
- Vale de Canos
- Rua Nova da Reboleira
- Rua Nova
- Rua Tenente Valadim

Der heutige Name bedeutet Straße der Kämpfer des Großen Krieges und bezieht sich auf die Soldaten des Portugiesischen Expeditionskorps im Ersten Weltkrieg, welcher auf Grund der portugiesischen Neutralität im Zweiten Weltkrieg nur der Große Krieg genannt blieb. Sie wird heute gelegentlich noch Rua Nova genannt.